# Nassima Hablal
Nassima Hablal, née le 15 septembre 1928 à Casbah et morte le 14 mai 2013 à Birkhadem) est une militante indépendantiste algérienne. Elle fait partie des 10 949 femmes recensées qui ont combattu lors de la révolution algérienne. Elle est active au sein du Parti du peuple algérien et est la secrétaire d'Abane Ramdane au Comité de coordination et d'exécution, l'organe central de la direction du Front de libération nationale.

## Engagement dans le mouvement d'indépendance
Nassima Hablal participe aux efforts de résistance de 1945 à 1962 (à partir de l’âge de 17 ans). Elle fournit de fausses cartes d'identité aux membres du FLN et produit et distribue des tracts pour la résistance,. Elle rejoint par la suite l'Association des femmes musulmanes algériennes. Elle devient la secrétaire du révolutionnaire Abane Ramdane en 1955 et rédige les premiers numéros du journal El Moudjahid.

### Grève de huit jours
Hablal fait partie du comité ayant organisé la grève de huit jours du 28 janvier au 4 février 1957. La grève a semblé être un succès : la plupart des magasins musulmans sont restés fermés, les travailleurs ne se sont pas présentés et les enfants n'ont pas été scolarisés. Les Français ont utilisé des véhicules blindés et des troupes pour rassembler les ouvriers et les écoliers et les forcer à aller travailler/étudier. Ainsi, en quelques jours, la grève fut brisée.

### Arrestation

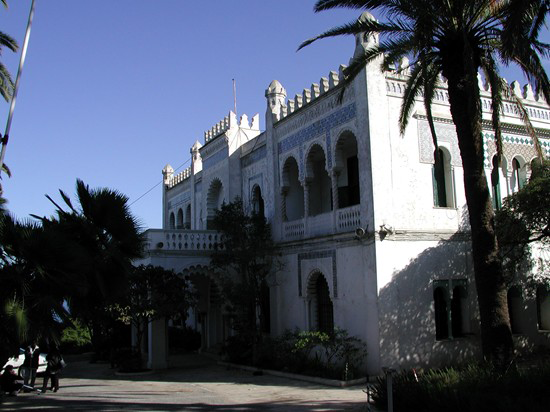
Villa Susini

Hablal est arrêtée le 21 février 1957. Elle est condamnée à cinq ans de prison et subit des actes de torture à la Villa Susini, elle est notamment suspendue au plafond la tête en bas et électrocutée. Elle est ensuite transférée dans une prison en France.

## Film10 949 femmes
Nassima Ghessoum réalise le film 10 949 femmes pour commémorer le nombre documenté de femmes impliquées dans le mouvement indépendantiste algérien. Le numéro se trouvait dans le registre officiel du ministère des anciens combattants. L'histoire de Hablal est présentée dans le documentaire,,.